# Etiqueta de energía en calefacción

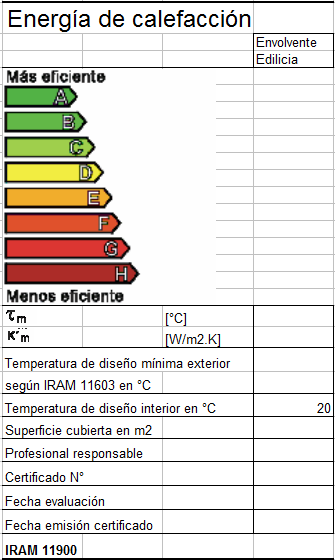
Etiqueta de energía en calefacción para edificio según Norma IRAM 11900 (Argentina). Modelo sin valores.

La Etiqueta de Energía en Calefacción para edificios es un medio de educar sobre el nivel de eficiencia energética de un edificio. Es usual en electrodomésticos y en menor medida en edificios, ya que pocos países cuentan con esta normativa y/o reglamentación para su aplicación. El índice Hers para la calificación energética de viviendas en EE. UU. es una escala similar a la implementada en Argentina.

## Reseña histórica
En la Argentina se realizó una reunión en el Ente Nacional de Regulación del Gas  en febrero de 2009 para encontrar estrategias que permitieran contener la elevada curva de crecimiento en la demanda de este combustible fósil (Gas Natural por red).
Participaron en la reunión especialistas de la Universidad de Buenos Aires , la Universidad Nacional de La Plata , el ENARGAS, la Secretaría de Energía de la Nación  y el INTI  Archivado el 28 de marzo de 2010 en Wayback Machine.. Se discutieron varias estrategias y se encontró que un camino viable era un etiquetado energético para edificios nuevos y otro para edificios existentes. En julio de 2009 el Ing. Paul Bittner en representación de varias cámaras empresariales presenta el primer antecedente. En el mes de agosto el IRAM crea el Subcomité de Eficiencia Energética Edilicia y se comienza la construcción y debate del Esquema 1 de Norma IRAM 11900. Para el mes de diciembre se alcanza el consenso y se aprueba el Esquema 1. Sale a discusión pública y es aprobado como Proyecto 1 en marzo de 2010 y se lo envía para su aprobación final al Comité General de Normas en el curso del mes.

## Implementación del etiquetado
Los edificios de nueva construcción que soliciten el servicio de gas natural por red deberán tramitar previamente la Etiqueta de energía en calefacción en cumplimiento de la Norma IRAM 11900. Esta norma fue solicitada por la Secretaría de Energía de la Nación y contó con la colaboración y consenso de universidades nacionales (UNLP, UBA, UNR), institutos tecnológicos nacionales (INTI Archivado el 28 de marzo de 2010 en Wayback Machine., IVBA), empresas fabricantes de aislantes térmicos, cámaras inmobiliarias y de la construcción y ONG.
Las estadísticas de ENARGAS indican que en el país hay 7,6 millones de usuarios conectados a red de gas natural y piden el servicio unos 70 mil nuevos usuarios al año. Este etiquetado se realizó en cumplimiento del Decreto 140/07 de Presidencia de la Nación.

## Niveles de eficiencia

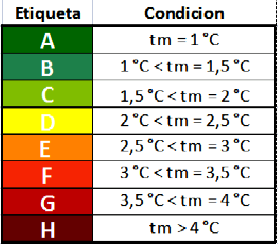
Valores admisibles de diferencia de temperatura media ponderada (Tau) en edificios calefaccionados en Argentina.

Establece 8 niveles de eficiencia y utilizan dos indicadores para medir la eficiencia energética de la envolvente edilicia: la transmitancia térmica media ponderada K'm y la caída de temperatura media ponderada entre la superficie interior de la envolvente del edificio y una temperatura interior de diseño normalizada de 20 °C denominada τm. La categoría más alta es A y se fijó un τm= 1 °C mientras que para la categoría más baja; H el τm = o > a 4 °C.
Los elementos a tomar en consideración son:
- La eficacia de la envolvente térmica.
- El aislamiento.

La Norma IRAM 11900 también establece que para cuando se desee calcular la carga térmica anual en calefacción Q (kWh/año), la carga térmica anual en calefacción por metro cuadrado (kWh/m² año), deberá utilizarse el procedimiento establecido en la Norma IRAM 11604.
Se establece como profesionales responsables de la tramitación de la etiqueta a los arquitectos e ingenieros con incumbencia legal en la construcción de edificios y en la etiqueta figurará el nombre y matrícula del profesional.
No se ha establecido todavía medidas punitorias ya que en primera instancia se busca generar conciencia social e informar al consumidor, mientras el INDEC y Secretaría de Energía de la Nación generan una base de datos del estado de situación de la eficiencia energética del hábitat construido. Posteriormente y cuando se cuente con una muestra de casos estadísticamente relevante e indicadores comparativos de demanda potencial de energía en calefacción y consumo medido se trazarán políticas energéticas.
A pesar de que en promedio las pérdidas por infiltración pueden representar 1/3 de las pérdidas de un edificio, no se incluyó, ya que hasta el momento el país no cuenta con etiquetado de puertas y ventanas. Si ya cuentan con etiquetado energético los refrigeradores, sistemas de aire acondicionado, motores eléctricos y lámparas eléctricas.